# SwedenBIO
SwedenBIO är en svensk branschförening för life science-företag inom sektorerna bioteknik och medicinsk teknik som grundades år 2002. 
Föreningen verkar för att tillvarata branschens intressen, och utveckla förutsättningarna för livskraftiga och framgångsrika företag i Sverige.

## Verksamhet
Sverige har en levande, innovativ life science-industri och en världsledande infrastruktur för forskning. SwedenBIO:s över 300 medlemmar sträcker sig över hela ekosystemet. Deras medlemsföretag utvecklar bioteknik, diagnostik, läkemedel och medicintekniska produkter eller är experter på bland annat affärsutveckling, IP och juridik.
Gemensamt för medlemmarna är att de är avgörande för att utveckla innovationer som förbättrar människors hälsa i Sverige och världen, oavsett om de är enskilda entreprenörer eller stora globala life science-företag.
De samlar också finansiärer, inkubatorer, vetenskapsparker, regionala investeringsfrämjare m.m.
Utöver detta har föreningen nära kontakter med myndigheter, regering och riksdag.
Föreningen arrangerar årligen nordens största partneringkonferens för life science branschen, Nordic Life Science Days.
SwedenBIO är medlemmar av den europeiska organisationen  EuropaBIO och anslutna medlemmar till den amerikanska organisationen BIO.

## SwedenBIO Award
SwedenBIO delar varje år ut SwedenBIO Award till företag som fungerat som ett föredöme i branschen genom exceptionella insatser inom forskning eller affärer.
Pristagare:
- 2024: Vicore Pharma - ett svenskt läkemedelsföretag dedikerat att skapa livsförändrande behandlingar.
- 2023: Genovis - tillhandahåller verktyg som underlättar och sparar tid i utvecklingen av nya behandlingsmetoder och diagnostik.
- 2022: Antaros Medical - ett svenskt företag som utvecklar innovativ bildbehandling.
- 2021: BICO - är ett svenskt företag som tillhandahåller life science-lösningar som kombinerar biologi och teknologi.
- 2020: Calliditas Therapeutics - är ett svenskt företag som utvecklar nya läkemedel för behandling av en rad sällsynta sjukdomar.
- 2019: Biotage - tillhandahåller lösningar för effektivare läkemedelsutveckling, analytisk testning samt vatten- och miljöanalys.
- 2018: BioArctic - ett svenskt företag som utvecklar läkemedel mot alzheimers.
- 2017: Oncopeptides - ett svenskt företag utvecklar cancerläkemedel, inledningsvis för patienter med hematologiska cancersjukdomar.
- 2016: Alligator Bioscience - ett svenskt företag som flera antikroppsbaserade läkemedelskandidater inom immunonkologi.
- 2015: Recipharm - ett svenskt företag som hjälper till med utveckling och tillverkning i läkemedelsutveckling
- 2014: Orexo - ett svenskt företag som utvecklar förbättrade läkemedel baserade på innovativa Drug Delivery teknologier.
- 2013: Affibody - ett svenskt företag som utvecklar proteinläkemedel baserat på egenutvecklade teknologiplattformar.
- 2012: Vitrolife - ett svenskt företag som utvecklar och producerar avancerade produkter för preparering, odling och förvaring av humana celler.
- 2011: Gyros - ett svenskt företag som utvecklar produkter baserade på mikroflödesteknik för utveckling av proteinläkemedel.
- 2010: Medivir - ett svenskt företag som utvecklar läkemedel mot infektionssjukdomar med fokus på sjukdomar orsakade av virus.
- 2009: CellaVision - ett svenskt företag som utvecklar och säljer instrument för automatisk bildanalys av celler och cellförändringar.
- 2008: BioInvent - ett svenskt företag som utvecklar läkemedel baserat på antikroppar.
- 2007: Aerocrine - ett svenskt företag som utvecklar produkter för diagnostik av astmasjukdomar.

## Medlemmar
Föreningen har idag (2025) ca 330 medlemsföretag. Det är svenska bolag, såväl som internationella företag med verksamhet i Sverige. Medlemsföretagen ägnar sig åt forskning och utveckling inom bioteknik, medicinteknik, läkemedel, diagnostik, såväl som system för tillverkning av läkemedel och tjänster som riktar sig mot life sciences industrin.